# Anders Ladekarl
Anders Ladekarl (født 8. januar 1960 i Randers) er en dansk økonom, der er generalsekretær for Dansk Røde Kors.
Ladekarl er matematisk-samfundsfaglig student fra Randers Statsskole i 1979, bachelor i historie fra Aarhus Universitet og cand.polit. fra Københavns Universitet i 1989. Han blev som nyuddannet ansat som generalsekretær i Dansk Ungdoms Fællesråd og ledede som sådan organisationen under Tipsmiddelsagen, men kom i 1994 til Dansk Flygtningehjælp som leder af organisationens internationale afdeling. I 2002 blev han international chef i Dansk Røde Kors, og blev ved Jørgen Poulsens fratræden generalsekretær fra 1. marts 2008.
Fra 1990 til 1994 og igen fra 2005 har Anders Ladekarl været medlem af styrelsen i Danida.